# Liste des langues de Russie
La  population de Russie utilise diverses langues, regroupées selon quatorze familles linguistiques :
- Langues indo-européennes
- Langues abkhazo-adyguéennes
- Langues nakho-daghestaniennes
- Langues kartvéliennes
- Langues ouraliennes
- Langues altaïques
- Langues ienisseïennes
- Langue youkaguir
- Langues tchouktches-kamtchadales
- Langues eskimo-aléoutes
- Langue nivkhe
- Langues aïnou (disparues)
- Langues sémitiques
- Langues sino-tibétaines
- Langues austroasiatiques (vietnamien)